# Fuerzas Armadas de Suecia
Las Fuerzas Armadas de Suecia (en sueco: Försvarsmakten) son responsables de las operaciones de las fuerzas armadas del reino de Suecia. La primera tarea de este organismo es entrenar, organizar y desplegar fuerzas militares, dentro de Suecia y en el extranjero, así como mantener la capacidad de defensa en caso de guerra. El comandante supremo, (en sueco: överbefälhavaren), un general de cuatro estrellas u oficial de bandera es también la cabeza de este organismo, y es el oficial de mayor alto rango en servicio activo. El comandante supremo a su vez informa a través del ministro de Defensa al gobierno de Suecia (en sueco: regeringen).
Existen tres ramas de servicio: el ejército (en sueco: Armén), la fuerza aérea (en sueco: Flygvapnet) y la Marina (en sueco: Marinen), que todas ellas forman parte de este organismo desde 1994.
Las fuerzas militares de Suecia fueron durante más de un siglo construidas bajo los conceptos de conscripción y defensa territorial, en apoyo de la larga tradición en la política nacional de no alineamiento. Hasta el fin de la guerra fría casi todos los hombres con edad de servicio militar eran conscriptos. En verano de 2010 fue abolida la conscripción en tiempo de paz, para ser remplazado por completo por personal contratado, pero esto fue vuelto en 2017. Y desde ese momento son las mujeres conscriptas también.
Unidades de las Fuerzas Armadas de Suecia están en la actualidad desplegadas en Afganistán (ISAF) y Kosovo. Además, Suecia contribuye con observadores militares en varios países y sirve como nación principal aproximadamente una vez cada tres años de uno de los grupos de combate de la Unión Europea.

## Doctrina
Las fuerzas armadas tienen cuatro tareas principales:
1. Afirmar la integridad territorial de Suecia.
2. Defender el país si es atacado por una nación extranjera.
3. Apoyar la comunidad civil en casos de desastres (e.g. inundaciones).
4. Desplegar fuerzas internacionales de apoyo en misiones de paz.

Suecia aspira a tener la opción de mantener la neutralidad en caso de una guerra próxima. Sin embargo, Suecia coopera con un número de países extranjeros. Como miembro de la Unión Europea, Suecia actúa como nación principal en los grupos de combate de la Unión Europea y también tiene una cercana cooperación, incluyendo ejercicios conjuntos, con la OTAN y miembros de la Asociación para la Paz y de la Asociación del Consejo Euro-Atlántico. En 2008 se inició una asociación entre loss países nórdicos para, entre otras cosas, aumentar las capacidades de acción conjunta.
Como respuesta a la más extensa cooperación militar la proposición de defensa de 2009 declaró que Suecia no permanecería pasiva si un país nórdico o miembro de la UE fuera atacado.
Recientes decisiones políticas han enfatizado el deseo de participar en operaciones internacionales, hasta el punto de que esto se ha convertido en el objetivo principal a corto plazo del entrenamiento y de la adquisición de nuevos equipos. Sin embargo, después de la guerra en Osetia del Sur en 2008 la defensa territorial fue nuevamente destacada. Hasta entonces la mayoría de unidades no podía ser movilizada antes de un año, en caso de necesidad. En 2009, el ministro de defensa declaró que en el futuro todas las fuerzas armadas debían movilizarse en una semana.

## Personal

### Introducción
En 1975 el número total de conscriptos era de 45.000. Hacia 2003 fue disminuido a 15.000. Después de la proposición de defensa de 2004, el número de tropas en entrenamiento debe descender entre 5.000 y 10.000 cada año, que enfatiza la necesidad de reclutar solo soldados preparados como voluntarios en misiones internacionales. El 16 de junio de 2009 el parlamento de Suecia aprobó una ley para suspender el proyecto en tiempo de paz.
En la actualidad, el número total de efectivos disponibles en el ejército de Suecia después de 90 días de total movilización es de cerca de dos batallones (600 efectivos cada uno) y ocho compañías (120 efectivos cada uno), totalizando 2.160 soldados y 37.000 efectivos de la Guardia Nacional. Esto contrasta fuertemente con la década de 1980, antes de la caída de la Unión Soviética, cuando Suecia podía reunir más de 800.000 efectivos después de declararse la movilización general; pero la importancia en defensa durante la guerra fría quizás se refleja mejor por el hecho que Suecia al final de la década de 1950 disponía de la cuarta mayor fuerza aérea del mundo. Estos números ahora están lejos de la realidad.
A partir de 2006, las situaciones de tiempo de guerra han sido reanudadas, después de ser descartadas en 2003. La entera movilización se asume que conlleva un año, y las formaciones se asumen que son a nivel de tamaño de batallón. Se asume que la Guardia Nacional podría estar disponible dentro de 12-72 horas.

### Transición de personal conscripto a un sistema enteramente profesional
Con el sistema con base al personal conscripto a mediados de 1995, Suecia consistía de 15 brigadas maniobrables y, además, 100 batallones de varios tipos (artillería, ingenieros, rangers, defensa aérea, anfibio, seguridad, vigilancia, etc.) para estar preparados entre uno y dos días. Desde 1995 a 2010 gradualmente se incorporó más personal voluntario debido al caso total desarme, que resultó en Suecia tener al final solo dos batallones para estar preparados en 90 días como en 2010. Con el sistema de personal totalmente profesional en 2019, las fuerzas consistirán en 7 batallones maniobrables y 14 batallones de varios tipos (artillería, ingenieros, rangers, fuerza aérea, anfibio, seguridad, vigilancia, etc.) que estarán preparados en una semana. La Guardia Nacional reducirá su tamaño a 22.000 tropas.
|                           | Fuerza de conscripto en 1995 | Fuerza de voluntarios en 2010 | Fuerza profesional en 2019 |
| Unidades maniobrables     | 15 brigadas                  | 2 batallones                  | 7 batallones               |
| Otras unidades auxiliares | 100 batallones               | 4 compañías                   | 14 batallones              |
| Movilización              | 1 a 2 días                   | 90 días                       | 7 días                     |

### Distribución de personal
Esta es la distribución de personal vs rango reportada por el informe anual de las Fuerzas Armadas de Suecia 1 de enero de 2009 y 19 de febrero de 2010:
| Oficiales, incluyendo oficiales en la reserva                           | Oficiales, incluyendo oficiales en la reserva                           | 2009   | 2010     |
| ----------------------------------------------------------------------- | ----------------------------------------------------------------------- | ------ | -------- |
| OF-9                                                                    | General / Almirante                                                     | 2      | 2        |
| OF-7 - OF-8                                                             | Mayor, General / Teniente General / Vicealmirante                       | 40     | 43       |
| OF-6                                                                    | Brigadier General / Rear Admiral LH                                     | 85     | 86       |
| OF-5                                                                    | Coronel / Capitán (N)                                                   | 268    | 263      |
| OF-4                                                                    | Teniente coronel / Comandante                                           | 1.174  | 1.217    |
| OF-3                                                                    | Mayor / Teniente Comandante                                             | 3.053  | 2.891    |
| OF-2                                                                    | Capitán / Teniente (N)                                                  | 7.586  | 7.433    |
| OF-1                                                                    | Teniente / Subteniente                                                  | 5.652  | 5.428    |
| OF-1                                                                    | Teniente Segundo                                                        | 571    | 749      |
| OR-9                                                                    | Sargento Mayor de Regimiento                                            | 0      | 0        |
| OR-8                                                                    | Sargento Mayor                                                          | 0      | 0        |
| OR-7                                                                    | Sargento Color                                                          | 21     | 8        |
| OR-6                                                                    | Sargento Primero                                                        | 260    | 89+(427) |
| Número total de oficiales                                               | Número total de oficiales                                               | 18.712 | 18.636   |
| Soldados, marinos, especialistas, no incluidos conscriptos              |                                                                         |        |          |
| OR-5                                                                    | Sargento                                                                | 770    | 909      |
| OR-4                                                                    | Cabo                                                                    | 770    | 909      |
| OR-3                                                                    | Cabo Interno                                                            | 770    | 909      |
| OR-2                                                                    | Soldado de 1ª clase                                                     | 770    | 909      |
| OR-1                                                                    | Soldado                                                                 | 770    | 909      |
| Número total de soldados, marinos, especialistas y líderes de escuadras | Número total de soldados, marinos, especialistas y líderes de escuadras | 770    | 909      |

### Entrenamiento
Los oficiales son entrenados en diferentes escuelas de combate y también en la Academia Militar de Karlberg que tiene establecimientos en el Palacio de Karlberg en Estocolmo, y en Halmstad. Los conscriptos son entrenados en diferentes unidades de las tres ramas.

### Armonización con otros países
Suecia ha ajustado su sistema de rangos militares a través de una serie de reformas. Las Fuerzas Armadas de Suecia han adoptado una perspectiva de rangos según STANAG, en un intento de usar una terminología los más cercana posible a otras naciones europeas, principalmente el Reino Unido.

## Unidades militares

### Grupo de Combate Nórdico
El Grupo de Combate Nórdico es una formación temporal de las Fuerzas Armadas de Suecia, organizada como uno de los Grupos de combate de la Unión Europea. El siguiente periodo en que Suecia encabezará este Grupo de Combate es durante la primera mitad de 2011.

### Despliegue internacional
En la actualidad, Suecia ha desplegado fuerzas militares en Afganistán dentro de la Fuerza Internacional de Asistencia para la Seguridad (ISAF en inglés) y en Kosovo como parte de la KFOR así como en el despliegue de fuerzas navales en el golfo de Adén como parte de la Operación Atalanta. Suecia ha enviado observadores militares a un gran número de países, incluyendo Georgia, Corea del Norte, Líbano, Israel y Sri Lanka, y Suecia participa con personal oficial en las misiones de Sudán y Chad.

## Organización

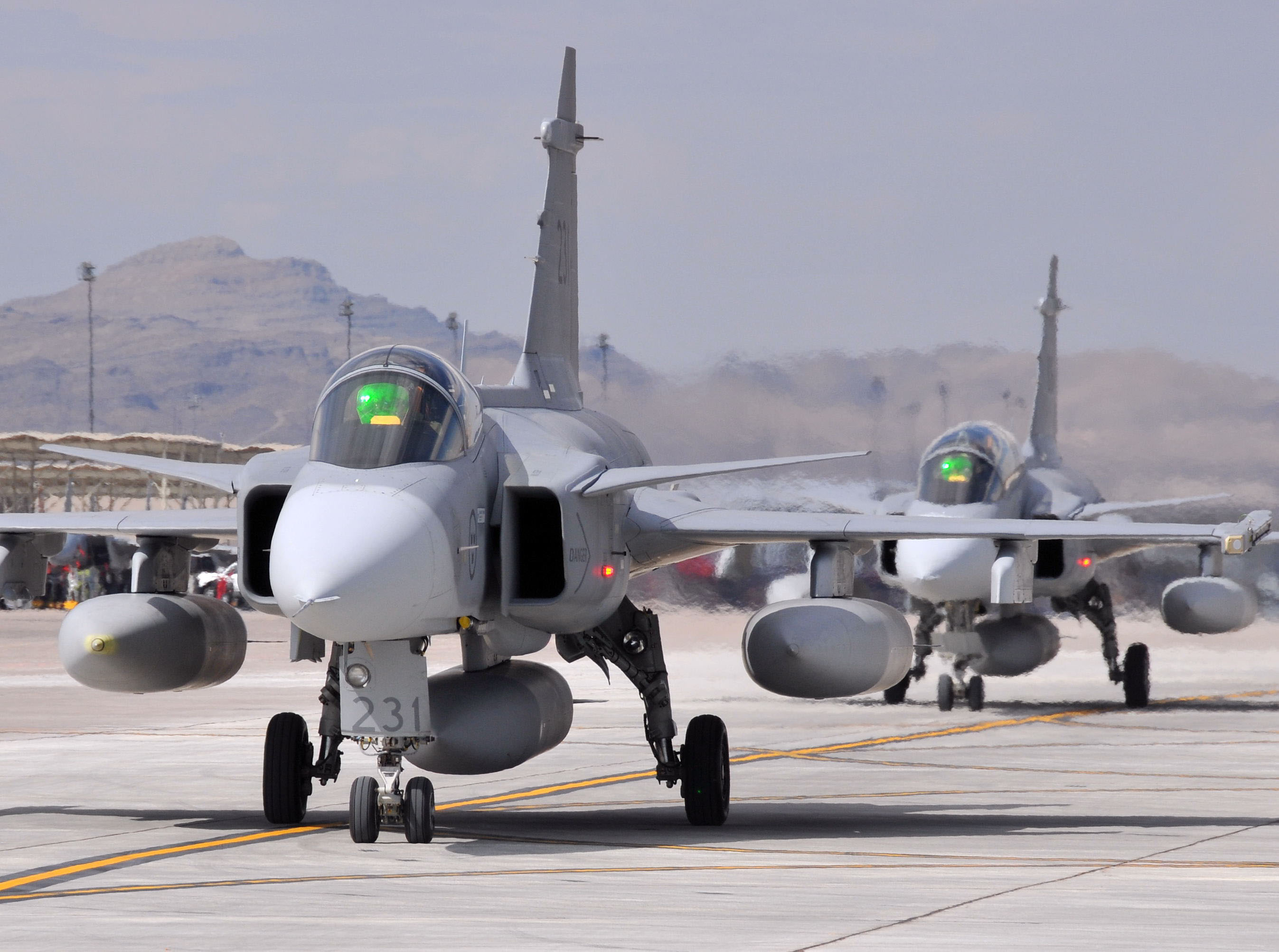
Avión de combate sueco multiservicio Saab 39 Gripen.

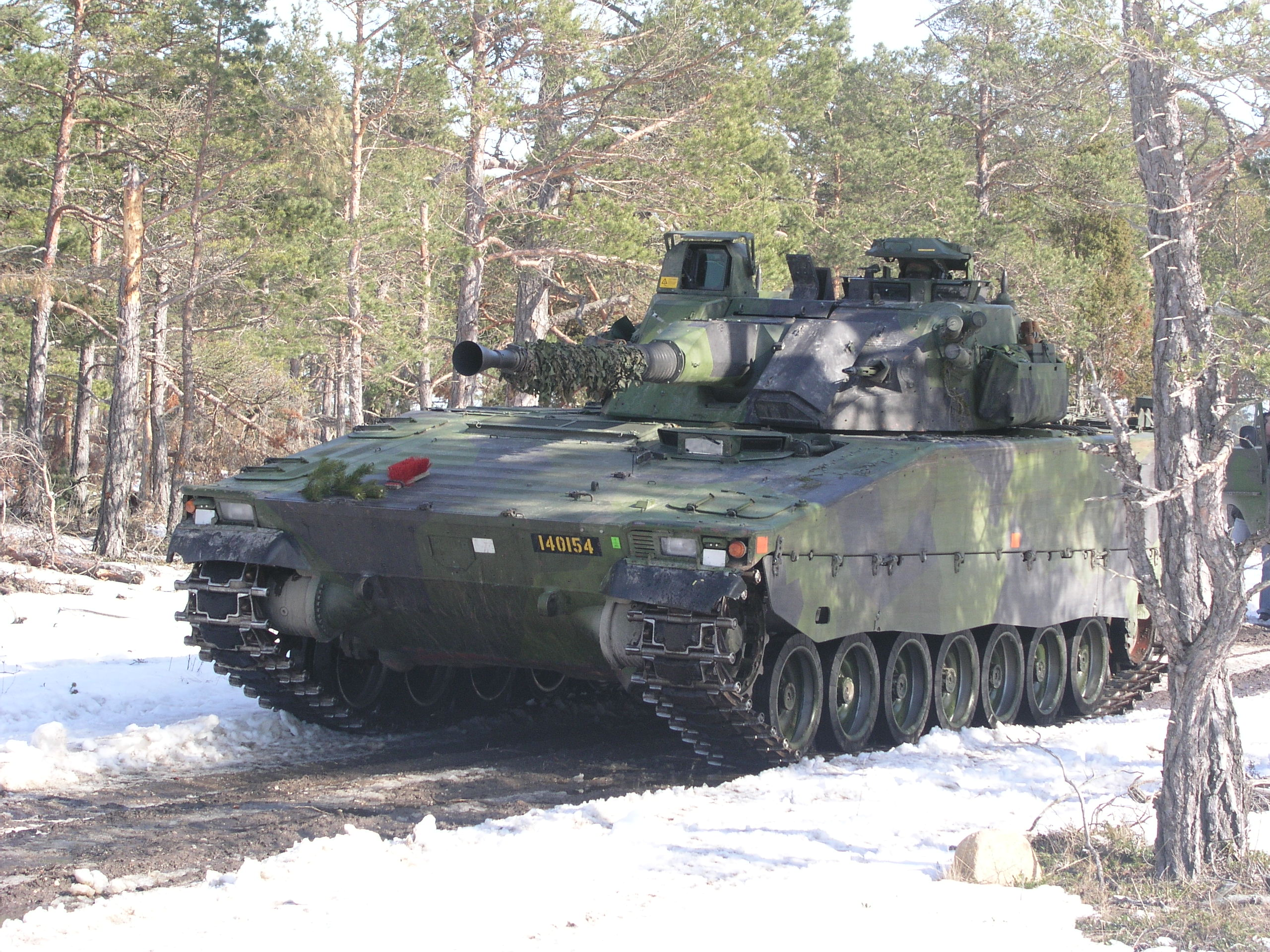
El vehículo de combate de infantería Strf 90 producido en Suecia.

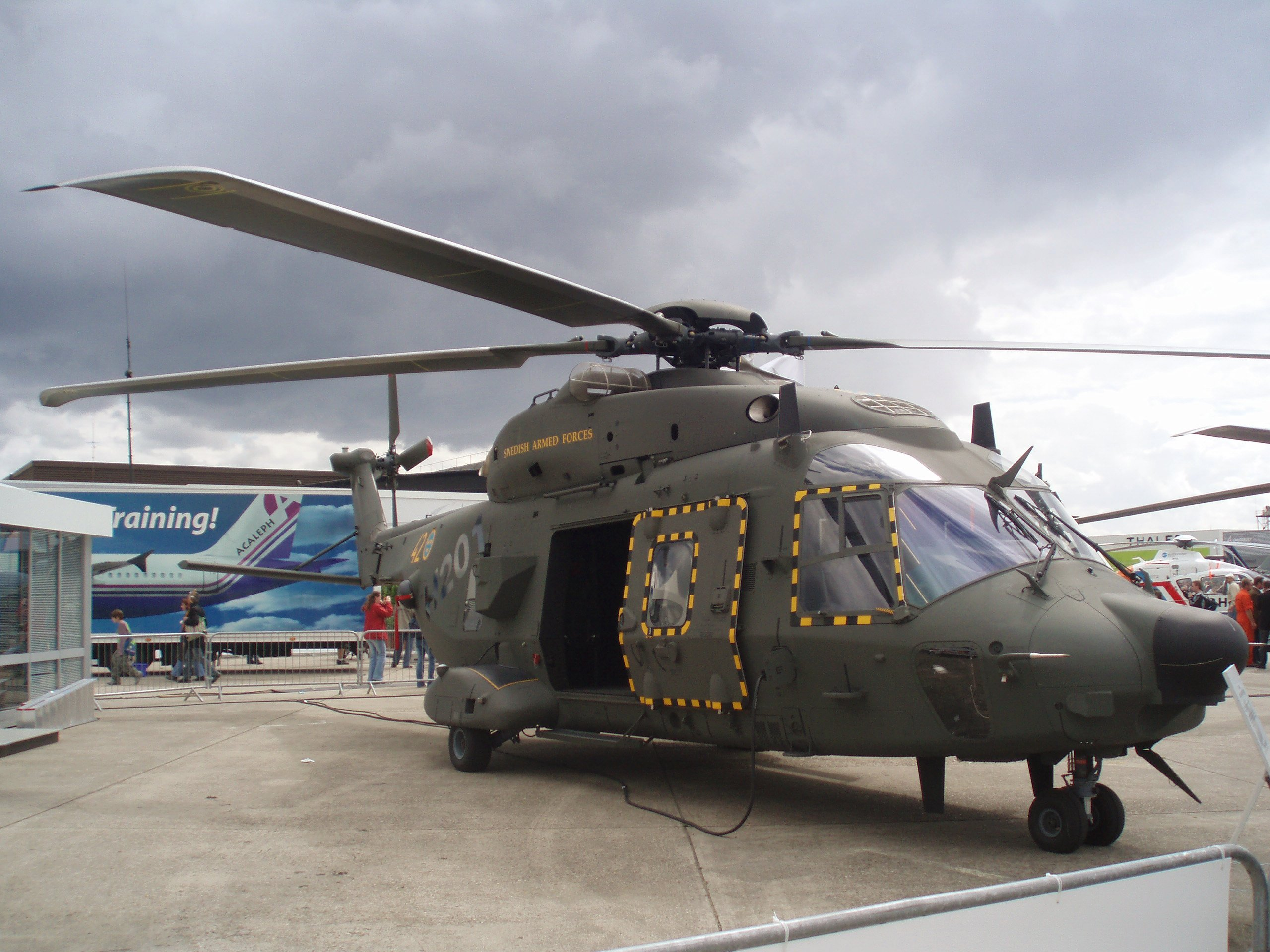
NH90 de las Fuerzas Armadas de Suecia.

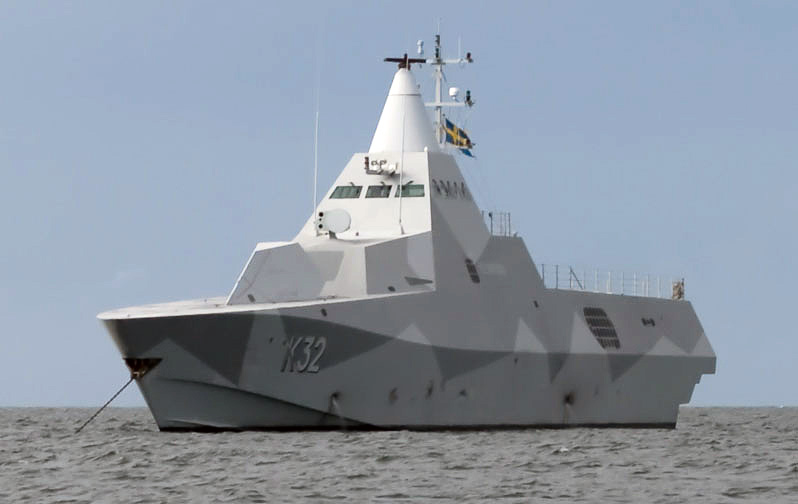
Corbeta de la Clase Visby sueca.

### Cuartel General de las Fuerzas Armadas
El Cuartel General de las Fuerzas Armadas (en sueco: Försvarsmaktens högkvarter) es el mayor nivel de comando de las Fuerzas Armadas de Suecia. Está encabezado por el comandante supremo con un director general civil como su representante, con diferentes responsabilidades (e.g. Servicios de Inteligencia Militar). Entre todo, el Cuartel General de las Fuerzas Armadas tiene alrededor de 1000 empleados, incluyendo personal civil.

### Ramas
- Ejército Sueco (Armén)
- Marina Sueca (Marinen)
- Fuerza Aérea Sueca (Flygvapnet)
- Guardia Nacional Sueca (Hemvärnet)

### Escuelas
Algunas escuelas listadas debajo responden a otras unidades, que figuran en las diferentes ramas de las Fuerzas Armadas
- Escuela de Artillería de Combate (ArtSS) localizada en Boden
- Escuela Técnica de las Fuerzas Armadas (FMTS) localizada en Halmstad
- Escuela de las Fuerzas Armadas de Upsala (LSS) localizada en Upsala
- Colegio de Defensa Nacional (FHS) localizada en Estocolmo
- Escuela de Trabajos de Campo (FarbS) localizada en Eksjö
- Escuela de Oficiales de las Fuerzas Armadas (FBS) localizada en Upsala
- Escuela Ranger de Paracaidistas (Fallskärmsjägarskolan - FJS) localizada en Karlsborg
- Escuela de Vuelo (FlygS) localizada en Linköping/Malmen
- Escuela de Hilicópteros de Combate (HkpSS) localizada en Linköping/Malmen
- Escuela de la Guardia Nacional de Combate (HvSS) localizada en Södertälje
- Escuela de Comandancia (LedS) localizada en Enköping
- Escuela de Combate Antiaéreo (LvSS) localizada en Halmstad
- Academia Militar de Halmstad (MHS H) localizada en Halmstad
- Academia Militar de Karlberg (MHS K) localizada en Estocolmo/Karlberg
- Centro de Guerra Terrestre (MSS) localizada en Skövde también un destacamento en Kvarn[22]
- Escuela de Guerra Naval (SSS) localizada en Karlskrona y Estocolmo/Berga

### Centros
- Centro de las Fuerzas Armadas de Medicina de Defensa (FömedC) localizado en Gotemburgo, con una sección en Linköping
- Centro de Logística de las Fuerzas Armadas (FMLOG) localizado en Estocolmo, Boden, Karlskrona y Arboga
- Centro de Inteligencia y Seguridad de las Fuerzas Armadas (FMUndSäkC) localizado en Upsala
- Centro Musical de las Fuerzas Armadas (FöMusC) localizado en Estocolmo/Kungsängen
- Centro de Reclutamiento (RekryC) localizado en Estocolmo
- Centro Nacional CBRN de Defensa (SkyddC) localizado en Umeå
- Centro Sueco EOD y Desminado (SWEDEC) localizado en Eksjö
- Centro Internacional de las Fuerzas Armadas de Suecia (Swedint) localizado en Estocolmo/Kungsängen

### Organizaciones de Defensa de Voluntarios
- Guardia Nacional Sueca (Hemvärnet)
- Lottorna (Servicio Femenino Sueco de Voluntarios de Defensa)